# Seegefecht bei Guetaria
Les Avins – Löwen – Tornavento – Guetaria – Fontarrabie – Corbie – Diedenhofen 1639 – Turin – Arras 1640 – Aire-sur-la-Lys – La Marfée – Honnecourt – Barcelona – Cartagena – Diedenhofen 1643 – Rocroi – Orbetello – Fort Mardyck – Dünkirchen – Rethel – Bordeaux – Lens – Arras 1654 – Valenciennes – Dünenschlacht
Das Seegefecht bei Guetaria (auch bekannt als Schlacht von Guetaria, jeweils auch in der anderen Schreibweise als Getaria) war eine militärische Auseinandersetzung zwischen Frankreich und Spanien im Französisch-Spanischen Krieg, die am 22. August 1638 in den Gewässern vor Getaria im Norden Spaniens ausgetragen wurde. Eine französische Flotte unter Henri d’Escoubleau de Sourdis attackierte und zerstörte eine spanische Flotte unter Lope de Hoces.

## Die Schlacht
Im Juni 1638 überquerte eine große französische Armee die Pyrenäen, um die spanische Stadt Hondarribia zu belagern. Begleitet wurde diese Armee von einer Flotte unter Henri d’Escoubleau de Sourdis, die aus einer Anzahl von 27 bis 44 Kriegsschiffen bestand und deren Aufgabe es war, etwaige Hilfe, die Hondarribia über das Meer erhalten könnte, zu behindern.
De Hoces hatte den Befehl bekommen, die französische Flotte anzugreifen, hatte aber nur zwölf Galeonen und einige kleinere Schiffe zur Verfügung. Die spanische Flotte zog sich am 17. August in den Hafen von Getaria zurück und bezog dort eine Verteidigungsstellung in der Nähe der Küste. Dies brachte verschiedene Vorteile mit sich: Die größten französischen Schiffe konnten sich in den flachen Gewässern nicht hinreichend nähern, sodass die übliche französische Taktik des Nahkampfes mit anschließender Enterung nicht durchgeführt werden konnte. Außerdem konnten die spanischen Schiffe durch Beschuss von Land unterstützt werden.
De Sourdis entschloss sich daher zu einer anderen Vorgehensweise: Zuerst wollte er die spanische Flotte mit seiner überlegenen Feuerkraft zerschlagen, dann seine Brander in das angerichtete Chaos schicken und mit seinen kleineren Schiffen jegliche Fluchtmöglichkeit abschneiden. Voraussetzung für dieses Vorgehen war, dass der Wind günstig in Richtung Küste stand. Dies war am 22. August der Fall, sodass de Sourdis seinen Plan in die Tat umzusetzen begann. Der französische Plan funktionierte hervorragend. De Hoces hatte keine Vorkehrungen gegen Brander getroffen, da dieses Mittel von den Franzosen üblicherweise nicht verwendet wurde und de Sourdis seine Brander als normale Kriegsschiffe getarnt hatte. Mit Ausnahme der Santiago fing die komplette spanische Flotte Feuer. Nur ca. 1.000 Spanier erreichten die Küste lebend, unter ihnen Lope de Hoces.
Der spätere französische Admiral de Saumeur (auch bekannt als Chevalier Paul) zeichnete sich in der Schlacht aus.

## Folgen
Der Erfolg in dieser Schlacht war der erste wichtige Sieg für die unter Kardinal Richelieu gebaute französische Marine. Dieser war von dem Sieg entzückt und den französischen Kommandanten sehr dankbar. Durch den Sieg konnte Frankreich zeitweilig den Golf von Biskaya auf Seeseite kontrollieren.
Trotz des Erfolges zur See war die Belagerung von Hondarribia ein Fehlschlag für französischen kombinierten See- und Landstreitkräfte. Nach der gescheiterten Belagerung waren die Streitkräfte am 8. September 1638, nur drei Wochen nach dem marinen Erfolg, zum Rückzug gezwungen.
Die Zerstörung der spanischen Flotte durch Brander hinterließ einen tiefen Eindruck bei Abraham Duquesne, dem Kapitän der französischen Le Saint-Jean. Er verwendete in der Seeschlacht vor Palermo 1676 erfolgreich dieselbe Taktik als Kommandant der französischen Flotte.

## Beteiligte Schiffe

### Frankreich
- La Couronne, 72 Kanonen, 500 Mann unter Vize-Admiral Claude de Launay-Razilly
- Navire du Roi, (52) 300 Mann, Flaggschiff, Philippe des Gouttes
- Vaisseau de la Reine, (38), 245 Mann, Capitain Danerac
- La Vierge, (34), 245 Mann, Jacques du Mé
- Le Cardinal, (30), 245 Mann, Capitain de Coypeauville.
- Le Triomphe, (30), 205 Mann, Capitain de Caen
- La Victoire, (30), 205 Mann, Capitain Contenaut
- Saint-Louis de Hollande, (24), 205 Mann, Capitain Treillebois
- Trois-Rois, (30), 205 Mann, Capitain Baptiste
- La Fortune, (30), 205 Mann, Capitain de Casenac
- L'Europe, (34), 205 Mann, Chevalier Jules de Montigny
- Le Triton, (30), 155 Mann, Capitain Villemoulin
- Le Faucon, (30), 155 Mann, Capitain Dumenillet
- Le Cygne, (30), 205 Mann, Chevalier de Cangé
- Le Cocq, (30), 205 Mann, Capitain De Chastelus
- La Licorne, (30), 205 Mann, Capitain La Chesnaye
- Le Corail, (30), 205 Mann, Capitain de Porte-Noire
- L'Emerillon, 125 Mann, Capitain de Morsay
- Le Saint-Charles, (28), 155 Mann, Saint-Etienne
- Le Dauphin du Havre, (28), 155 Mann, Boisjoly
- La Perle, (24), 125 Mann, Capitain La Roullerie
- La Renommée, (24), 125 Mann, Capitain Daniel
- L'Intendant, (24), 125 Mann, Capitain de Conflans
- Le Saint-Jean, (24), 125 Mann, Abraham Duquesne
- La Magdelaine de Brest, (24) 125 Mann, Louis de Senantes
- Turc, 100 Mann, Jean Guiton
- Saint-Francois, (16) 100 Mann, Capitain Regnier
- Marguerite, (14), 100 Mann, Capitain La Treille
- Hermine, (14), 100 Mann, Capitain de Lignieres
- Neptune, (16), 100 Mann, Jean-Paul de Saumeur
- Esperance-en–Dieu, (24) 100 Mann, Chevalier Garnier
- Petit-Saint-Jean, (16) 100 Mann, Capitain Razet / De Broq
- Fregate du Havre, 66 Mann, Capitain Clerisse
- Royale, (8), 82 Mann, Capitain Savigny
- Cardinale, (8), 92 Mann, Capitain Baronnie
- Lion
- Nassau
- Licorne
- Grande Fregate de Brest, (8), 92 Mann
- Flibot de Brest
- 7 oder 8 Brander